# Науру на летних Олимпийских играх 2012
Науру принимала участие в летних Олимпийских играх 2012 года, которые проходили в Лондоне (Великобритания) с 27 июля по 12 августа, где её представляли 2 спортсмена в двух видах спорта. На церемонии открытия Олимпийских игр флаг Науру нёс тяжёлоатлет Итте Детенамо.
На летних Олимпийских играх 2012 Науру вновь не сумела завоевать свою первую олимпийскую медаль. На этой Олимпиаде спортсмен из Науру впервые участвовал в соревнованиях по дзюдо.

## Состав и результаты

### Дзюдо
Мужчины
| Соревнование | Спортсмены    | 1/32 финала                    | 1/16 финала          | 1/8 финала           | Четвертьфинал        | Полуфинал            | Финал                | Место |
| Соревнование | Спортсмены    | Соперник Результат             | Соперник Результат   | Соперник Результат   | Соперник Результат   | Соперник Результат   | Соперник Результат   | Место |
| ------------ | ------------- | ------------------------------ | -------------------- | -------------------- | -------------------- | -------------------- | -------------------- | ----- |
| до 73 кг     | След Довабобо | UZBН. Джуракобилов П 0001:0100 | Завершил выступление | Завершил выступление | Завершил выступление | Завершил выступление | Завершил выступление | 32    |

### Тяжёлая атлетика
Мужчины
| Соревнование | Спортсмены    | Рывок     | Рывок | Толчок    | Толчок | Всего | Место |
| Соревнование | Спортсмены    | Результат | Место | Результат | Место  | Всего | Место |
| ------------ | ------------- | --------- | ----- | --------- | ------ | ----- | ----- |
| свыше 105 кг | Итте Детенамо | 175       | 15    | 215       | 16     | 390   | 14    |